# كين داي
كين داي (25 يونيو 1919 - 9 ديسمبر 1991) (بالإنجليزية: Ken Day)‏ هو لاعب كريكت بريطاني (وحمل سابقاً جنسية المملكة المتحدة لبريطانيا العظمى وأيرلندا).